# Riza Baran
Riza Baran (*  19. April 1942 bei Ankara; † 4. Mai 2020 in Berlin) war ein deutscher Lehrer und Politiker (Bündnis 90/Die Grünen) in Berlin.

## Werdegang
Riza Baran wuchs als Kurde in der Türkei auf und kam zum Studium 1963 nach Deutschland. Er studierte in München und Hannover, bevor er 1970 nach Berlin wechselte. Dort wurde er als Berufsschullehrer tätig. Riza Baran war 1971 an der Gründung des ersten Ausländerbeirats in der Bundesrepublik beteiligt. Er nahm 1991 die deutsche Staatsbürgerschaft an. Neben seiner Berufstätigkeit engagierte er sich in kurdischen und türkischen Vereinen und war aktives Mitglied der GEW. 1993 war er Mitbegründer des Vereins YEKMAL.
Für seine Partei gehörte er von 1992 bis 1995 der Bezirksverordnetenversammlung von Kreuzberg an. 1995 war er der erste Migrant in der Bundesrepublik, der ein Direktmandat bei den Wahlen zum Abgeordnetenhaus von Berlin gewann, dem er bis 1999 angehörte. Danach war er wieder auf Bezirksebene tätig und amtierte von 2001 bis 2006 als Vorsteher der Bezirksverordnetenversammlung Friedrichshain-Kreuzberg. Politisch engagierte er sich insbesondere für die Integration von Migranten und Senioren in die städtische Gesellschaft.
2019 wurde Riza Baran vom Land Berlin für seinen Beitrag zur Entwicklung eines demokratischen Dialogs und einer demokratischen Kultur in Fragen der Migration und Integration mit dem Verdienstorden des Landes Berlin ausgezeichnet.
Baran starb nach längerer Krankheit am 4. Mai 2020 in Berlin.

## Ehrungen
- Verdienstorden des Landes Berlin (2019)[3]